# 上崎暮潮
上崎 暮潮（うえさき ぼちょう、本名：上崎 孝一、1922年（大正11年）3月19日 - 2013年（平成25年）11月6日）は、日本の俳人。日本伝統俳句協会四国支部長名誉理事。徳島県出身。

## 経歴
1947年、名古屋帝国大学（現在の名古屋大学）卒業。高浜虚子等に師事し、第二次世界大戦前より俳誌「ホトトギス」に作品を発表してきた。1946年に徳島県内俳誌の草分けの一つである「祖谷」創刊に携わり、1987年から主宰を務める。
1995年に句集「花鳥阿波」で徳島県出版文化賞、2002年に芦屋国際俳句祭で文部科学大臣賞、2007年に徳島新聞賞（文化賞）を受賞した。
日本伝統俳句協会四国支部長や理事を務めた後、2008年より名誉理事となる。徳島ペンクラブでは1988年に理事を務め、1995年から2007年まで副会長を務めた。またとくしま県民文芸、とくしま文学賞の選考委員、徳島県文化協会評議員を歴任。
2013年11月6日、老衰のため91歳で死去。

## 著書

### 単著
- 『上崎暮潮句集 花鳥阿波』上崎孝一、1994年6月。
- 『上崎暮潮句集 藍倉』日本伝統俳句協会〈日本伝統俳句協会叢書 28〉、1999年3月。ISBN 978-4816106637。
- 『俳句のヒント』祖谷発行所、2005年6月。
- 『句集 眉山』天満書房、2006年7月。ISBN 978-4924948679。

### 編著
- 『祖谷集 第十』祖谷発行所〈祖谷五百五十号〉、1992年11月。
- 『祖谷集 第十一』祖谷発行所〈祖谷六百号記念〉、1997年1月。
- 『祖谷集 第十二』祖谷発行所〈祖谷六百号記念〉、2001年3月。
- 『祖谷集 第十三』祖谷発行所〈祖谷七百号記念〉、2005年6月。
- 『祖谷集 第十四』祖谷発行所〈祖谷七百号記念〉、2009年7月。

## 参考資料
- 柴原保佳「上崎暮潮さんのこと」ホトトギス2014年11月号